# Џеврин
Џеврин (Геврин, Ђеврин) је видиковац у оквиру НП Ђердап, на 434 м.н.в., на истоименом брду, у средишњем делу Сипске клисуре, изнад Дунава.
Са видиковца се пружа поглед на српску и румунску страну Сипске клисуре, залив Бахне, Штрбац и ХЕ Ђердап 1. До видиковца се стиже стазом од Ђердапске магистрале. Топоним Ђеврин настао је од појма ghiaur и наставка -ин, што даје облик ghiarin, који се у даљој дијалекатској употреби изговарао на неколико начина. Претпоставка је да је у питању име персијског божанства, мада директна веза није доказана. 